# Ivančena
Ivančena es un cairn de piedra erigido como monumento a cinco scouts, miembros de la resistencia silesia escultista, que fueron ejecutados en abril de 1945 en Cieszyn, actual Polonia, por su participación en la resistencia checa a la ocupación nazi durante la Segunda Guerra Mundial. El monumento está situado en Lysá hora, una montaña en los Beskides moravo-silesios en la República Checa. Cada año, cerca del día de San Jorge (23 de abril), los scouts checos realizan una peregrinación al lugar.

## Antecedentes
El nombre Ivančena proviene del propietario original del lugar, Ivanka, y el cairn mide aproximadamente 4 metros (13 pies) de alto y 10 metros (33 pies) de largo. Durante la época del comunismo, los exploradores, practicantes del trampado y otros caminaban hasta allí mientras el Movimiento Scout era ilegal. Los aumentos fueron supervisados por la entonces policía secreta comunista checoslovaca.
El cairn fue fundado por la 30.ª sección scout de Moravia Ostrava el 6 de octubre de 1946 para conmemorar a cinco miembros de la «Resistencia de la organización Scout de Silesia» que fueron ejecutados el 24 de abril de 1945, en Teshino, en el cementerio judío. Los exploradores erigieron una sencilla cruz cerca de la cima de Lysá hora. Lo colocaron sobre un montón de piedras, donde también colocaron una botella con un breve mensaje.
Alrededor de la cruz comenzaron a acumularse piedras, que los transeúntes colocaban sobre ella para honrar la memoria de los muertos. Piedra tras piedra, empezó a crecer un montículo que, con el tiempo, a pesar de la llegada del comunismo en 1948 y la posterior prohibición de la organización scout checa Junák, empezó a pasar de ser un pequeño monumento a los camaradas caídos a un símbolo de la indomabilidad scout y un Protesta contra la falta de libertad. Los exploradores, los vagabundos, pero también la gente corriente comenzaron a recordar a otros héroes de la resistencia antinazi escalando Ivančena. También expresaron su desafío al bolchevismo gobernante.
Durante la Primavera de Praga, hubo un breve resurgimiento de Junák y los ascensos a Ivančena comenzaron a convertirse en un evento regular al que asistían miles de personas. La tradición ha continuado desde entonces. En 1969, el jefe Scout Rudolf Plajner, conmemoró el montículo «... en memoria de todas las heroicas víctimas de la lucha por una Checoslovaquia libre y democrática».
Sin embargo, el régimen comunista de Checoslovaquia empezó a temer mucho acciones similares, por lo que intentó impedir los viajes a Ivančena. Las prohibiciones, controles y órdenes culminaron en abril de 1981, cuando un gran grupo de miembros armados del StB intentaron en vano provocar a los participantes a una especie de «reacción antisocialista». La policía secreta no tenía poder para vigilar y controlar a todos los visitantes a las montañas Beskides. Con el tiempo el montículo siguió creciendo. En los tiempos de la no libertad, los grupos «turistas» de Sláva Moravec y Karel Líba se ocupaban del montículo, y en su mantenimiento también colaboraban los vagabundos y el guardabosques Kaňok de Jestřábí. A las piedras se les añadieron varias tablillas con mensajes y lemas, con las que sus creadores expresaron no solo homenaje a los héroes asesinados, sino también oposición a todas las formas de poder totalitario. En 1989, la oposición a las escalas desapareció tras la Revolución de Terciopelo.
En diciembre de 1994, el montículo sufrió graves daños cuando vándalos desconocidos dañaron el montículo y las placas. En consecuencia, una iniciativa logró recaudar fondos suficientes para reconstruir el montículo. Se construyeron los cimientos y el montículo se trasladó unos metros de la cresta para que no interfiriera con la división de los tres municipios locales. También fue complementado con una estela conmemorativa y consagrado ceremonialmente por el obispo František Lobkowicz.
En 2015, un grupo de trabajo del Consejo Regional Junák de la Región de Moravia-Silesia comenzó a preparar la reconstrucción del mojón. Se anunció una campaña de recaudación de fondos para su restauración. En 2017 se completó la reconstrucción y el montículo adquirió una nueva forma.
Hasta 1989, el montículo fue también un símbolo de resistencia contra la opresión durante el comunismo. El montículo es considerado ahora un símbolo de patriotismo, coraje y amistad.

## Peregrinaje
Durante la era comunista de Checoslovaquia, exploradores, traperos y otros excursionistas viajaban hasta Ivančena. Estos escaladas fueron supervisados por la seguridad del Estado. Las peregrinaciones al montículo continúan hasta el día de hoy. Cada año, un sábado cercano al día de San Jorge (23 de abril), los scouts checos hacen una peregrinación al lugar. Desde que en 1996 se colocó una placa conmemorativa de la «Resistencia de los héroes de Silesia» en el cementerio judío de Cieszyn, Polonia, también se ha celebrado allí un acto conmemorativo como parte de la peregrinación. El montículo sigue creciendo y está formado por piedras de todo el mundo.

## Galería

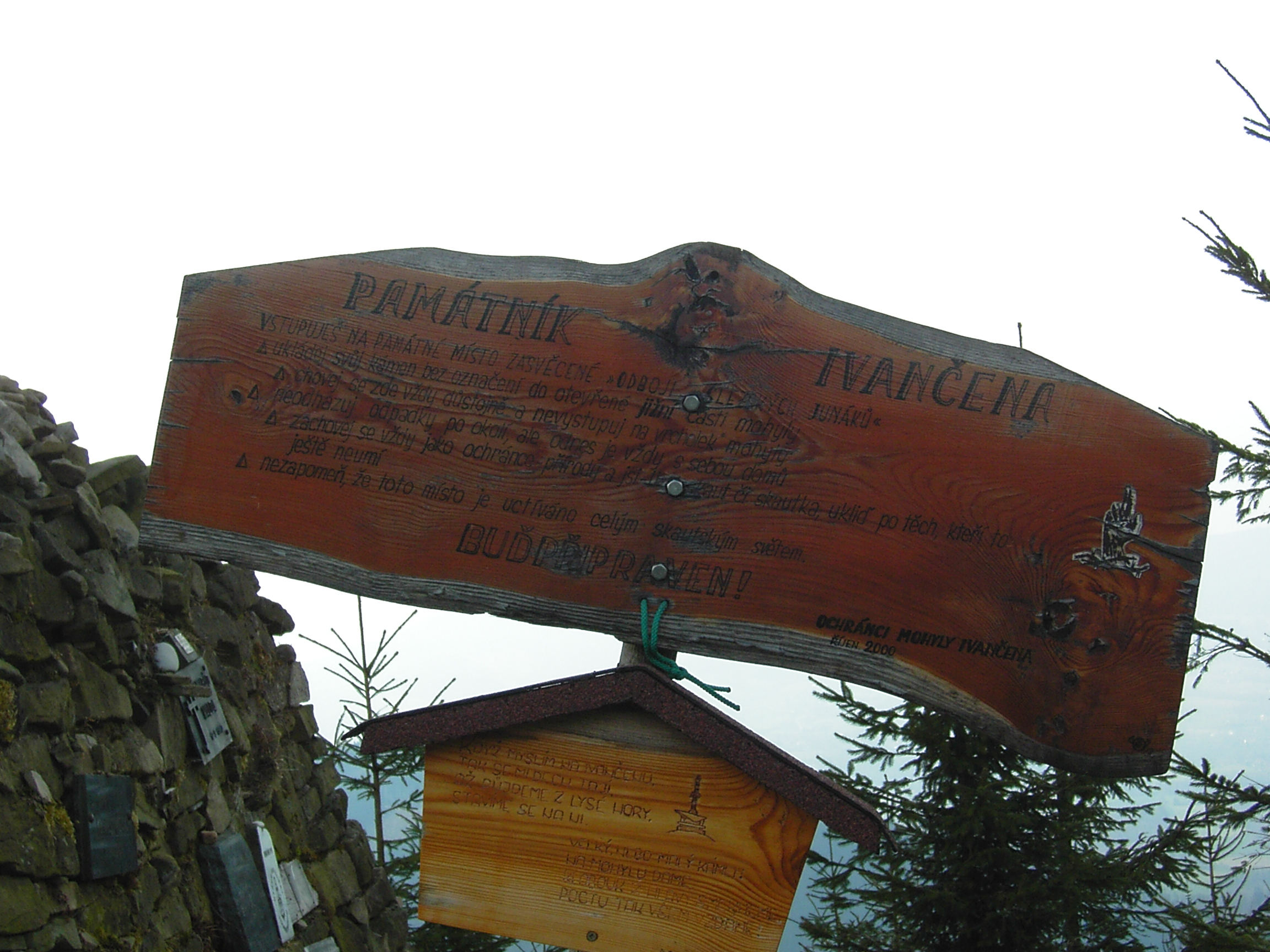
Cartel en el montículo
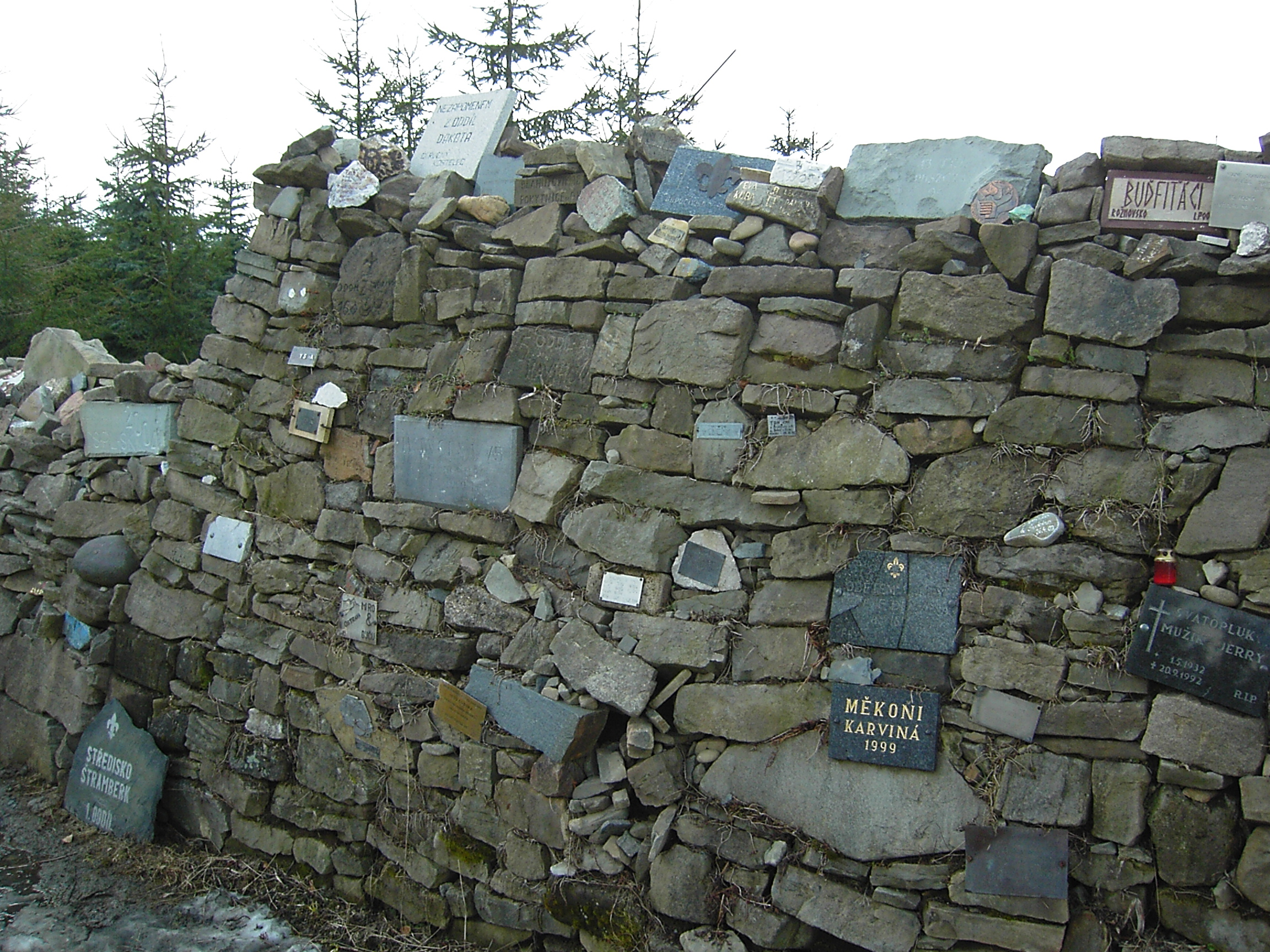
El montículo
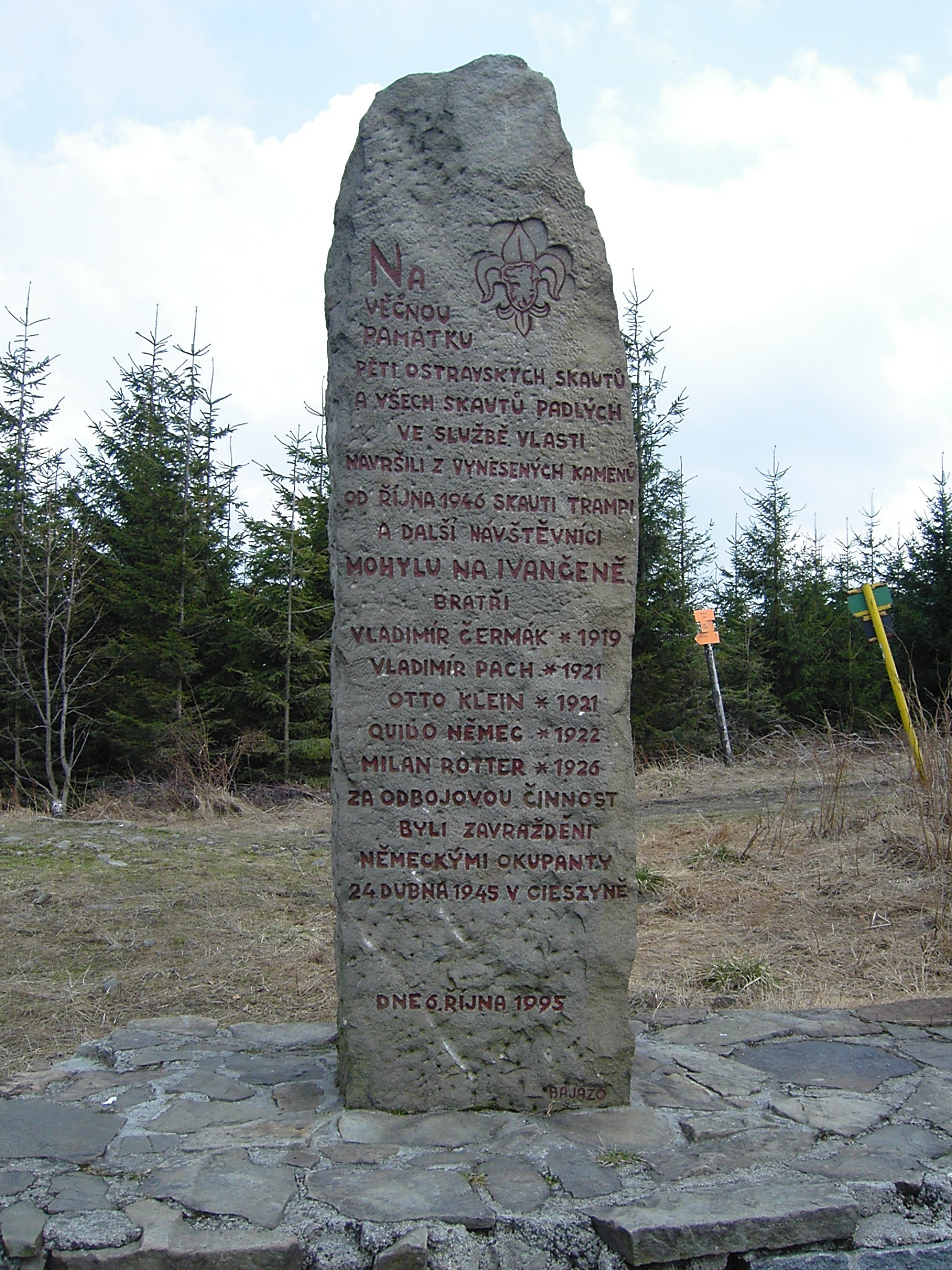
Estela con los nombres de los fallecidos.
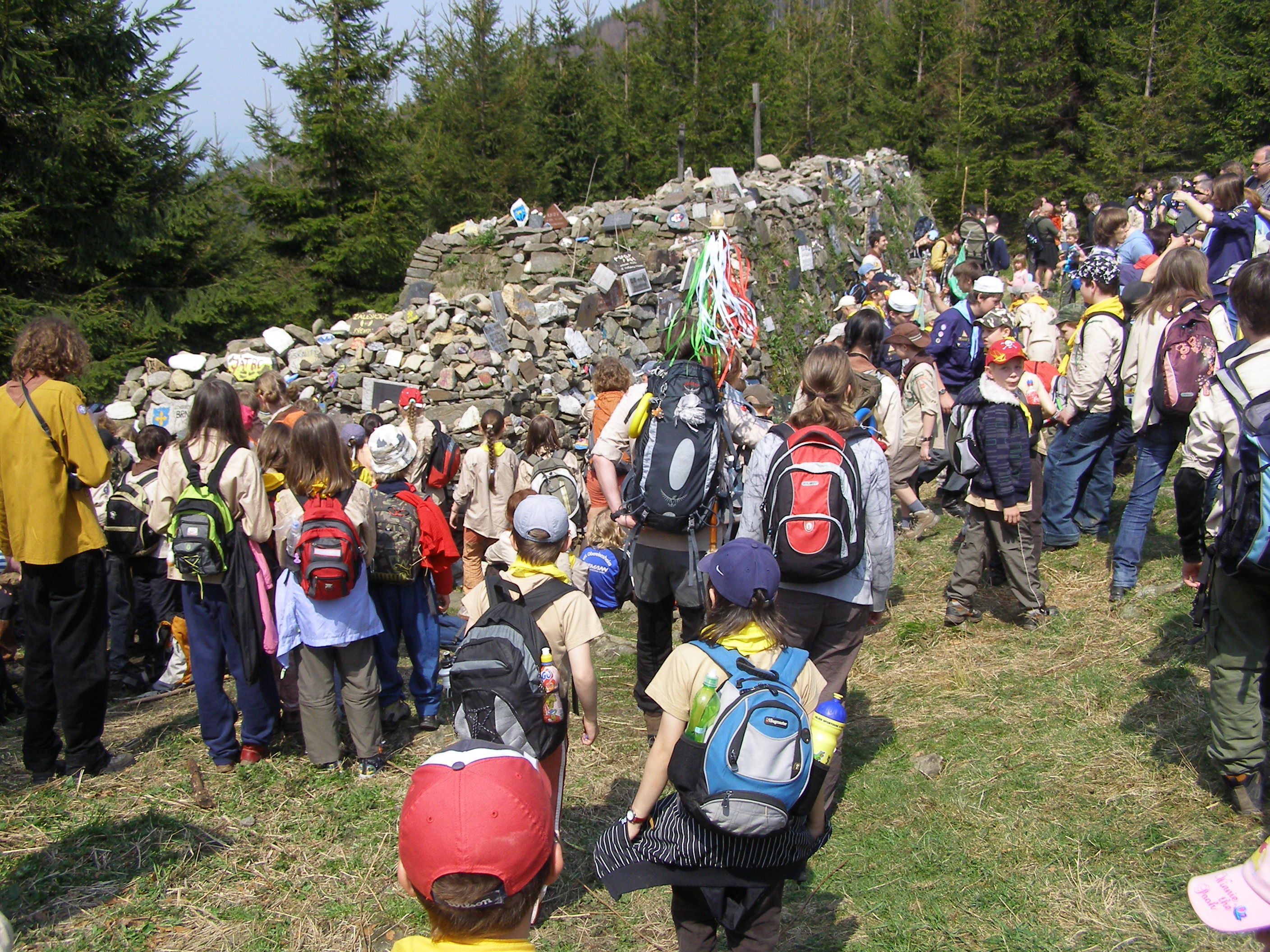
2011 - Reunión de exploradores en Ivančena
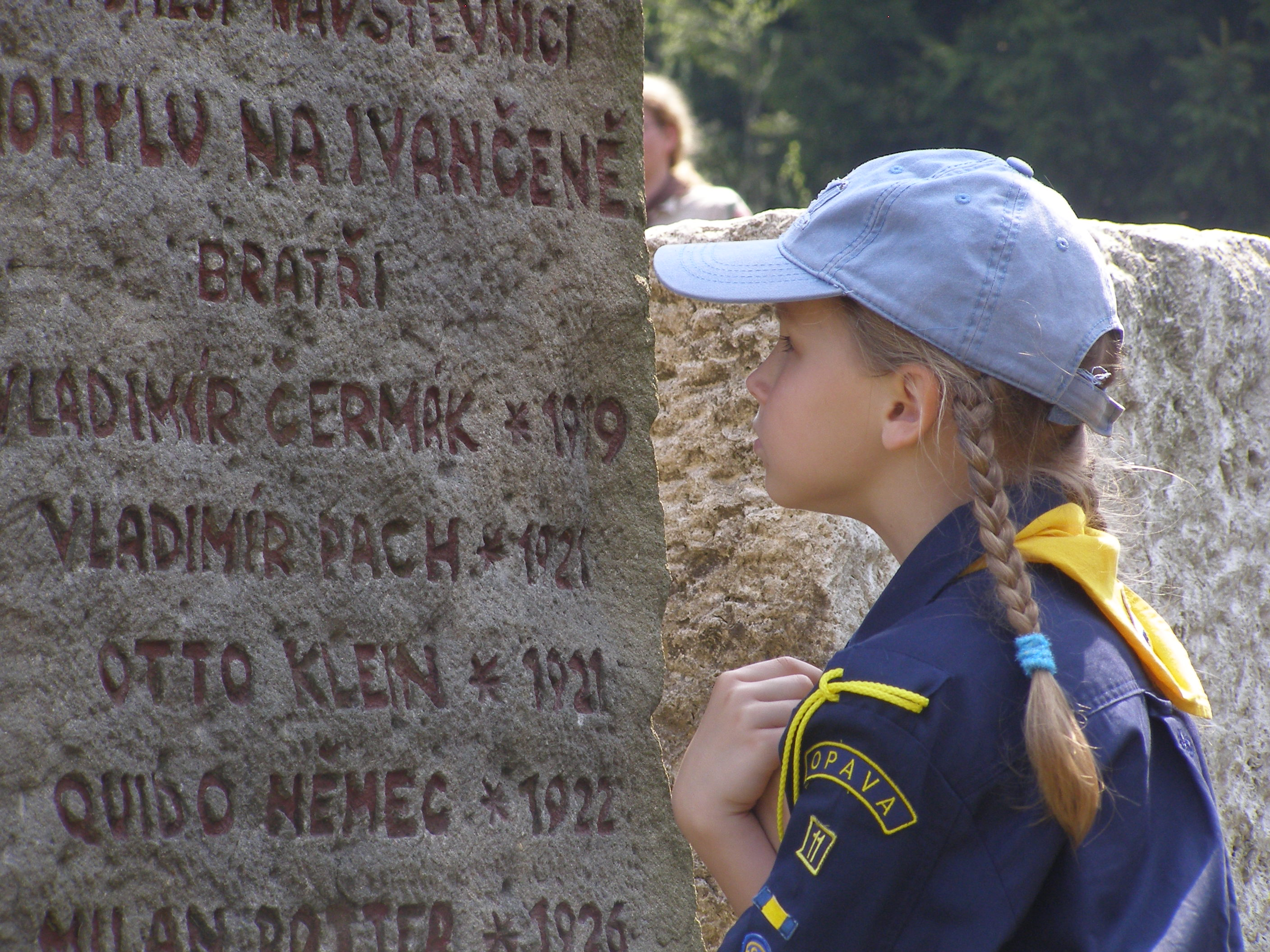
2011 - Joven Scout examinando los nombres